# Île-de-beauté
Pour l’article ayant un titre homophone, voir Île de Beauté.
L'Île-de-beauté  est un vin français d'indication géographique protégée (le nouveau nom depuis 2009 des vins de pays) de zone du vignoble de Corse, produit sur les départements de Haute-Corse et de Corse-du-Sud. Les vins portant ce label viticole, qui représentent les trois-quarts de la production du vignoble corse, peuvent être blancs, rosés ou rouges. 

## Histoire

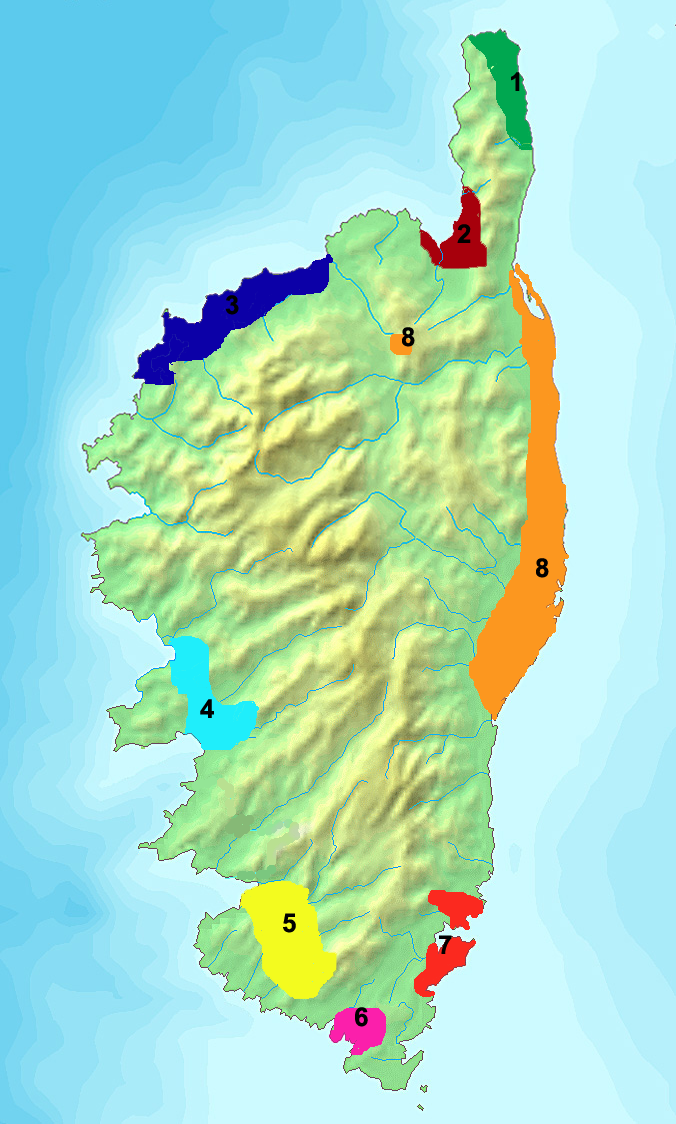
La zone 8 correspond à la plus grande partie du vignoble de l'IGP Île-de-beauté

La production de vins dans l'île est attestée dès le VIe siècle avant notre ère à Aléria. 
Une consommation grandissante, qui touche toute la population, est constatée pendant la colonisation romaine. Après la chute de l’Empire, des invasions successives déferlent sur la Corse jusqu’au XIe siècle, durant cette période la viticulture est délaissée. Elle reprendra durant l'administration de Pise. Jusqu'en 1285, le rôle de l’Église est primordial pour la reconstitution du vignoble. Le vin corse est à nouveau exporté vers le continent. La domination génoise qui suivra un siècle plus tard ne fit que renforcer les échanges avec l'Italie. 
Une mutation radicale de la viticulture corse eut lieu lors de la deuxième moitié du XXe siècle. Elle fut entamée par l'arrivée de quelque 17 000 rapatriés d'Afrique du Nord. Habitués à fournir des vins médecins à la France, ils arrivèrent avec des techniques viticoles et œnologiques de masse. Les vignobles qu'ils plantent sont tous mécanisés (premier test des machines à vendanger) pour produire en quantité des vins de peu de qualité. « La surproduction commence en 1960, s’accélère de 1964 à 1969 et atteint son sommet en 1976. Il s’ensuivra, dans les années 1980, une série d’arrachages sans précédent. ».  

Depuis des bases plus saines ont permis d'envisager un autre type de viticulture tourné vers la qualité. Cette nouvelle orientation permit, en janvier 1982, de reconnaître par décret le label vin de pays de l'Île de Beauté. Il correspondait, dans la législation française, à un vin de pays de zone. Dans le cadre de l'uniformisation des catégories vitivinicoles au niveau européen, la commission de Bruxelles intégra le vin de pays dans le label européen IGP (Indication géographique protégée) en 2009.
Cette IGP du vignoble de Corse est très étendue, elle représente environ 50 % de la production totale. Il est à noter que depuis la vendange 2002, les deux départements (Corse-du-Sud et Haute-Corse) peuvent aussi produire le Vin de Pays Portes de Méditerranée.

## Zone géographique
Actuellement, une part importante de la production provient de la zone de production qui s'étend, sur la côte orientale, de Bastia à Sari-Solenzara. Ce fut sur ce vaste secteur viticole de l'île qu'avait été implanté un vignoble de masse par les rapatriés d’Algérie dans les années 1960. Pour assainir sa production, la Corse fut contrainte d'arracher, dans ce secteur, 25 000 hectares de vigne, plus des trois quarts des plantations qui y avaient été faites,. Le vignoble pouvant produire des vins labellisés s'étend sur 3 150 hectares entre le département de la Haute-Corse et de la Corse du Sud. 

### Climat
Ce terroir viticole bénéficie d'un climat méditerranéen avec des influences montagnardes. De plus, l'île offre une biodiversité et des conditions idéales pour cultiver la vigne. Le plus grand problème concerne la canicule et les feux de maquis qu'elle peut provoquer. Reste en mémoire l'année 2003 et ses incendies qui ravagèrent plus de 20 000 hectares, mais les vignes ont pu être préservées. 

### Orographie et géologie
L'île est composé de sols granitiques, calcaires, grès, sables, silico-argileux et argileux. Boisée et montagneuse, ses côtes méridionales sont formées par de hautes falaises sauf sur la moitié nord de la côte orientale.

## Vignoble

### Encépagement

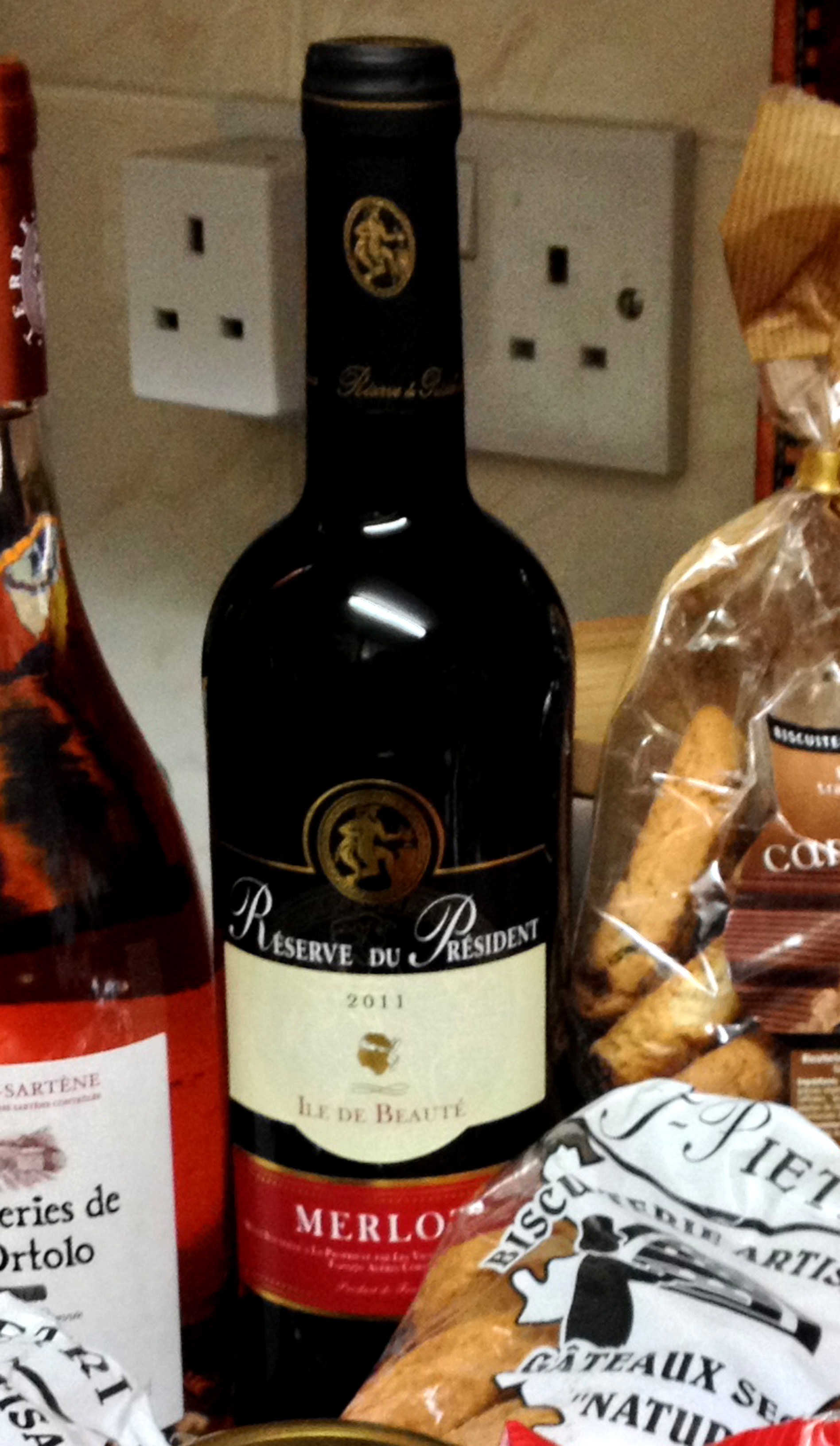
IGP île-de-beauté merlot

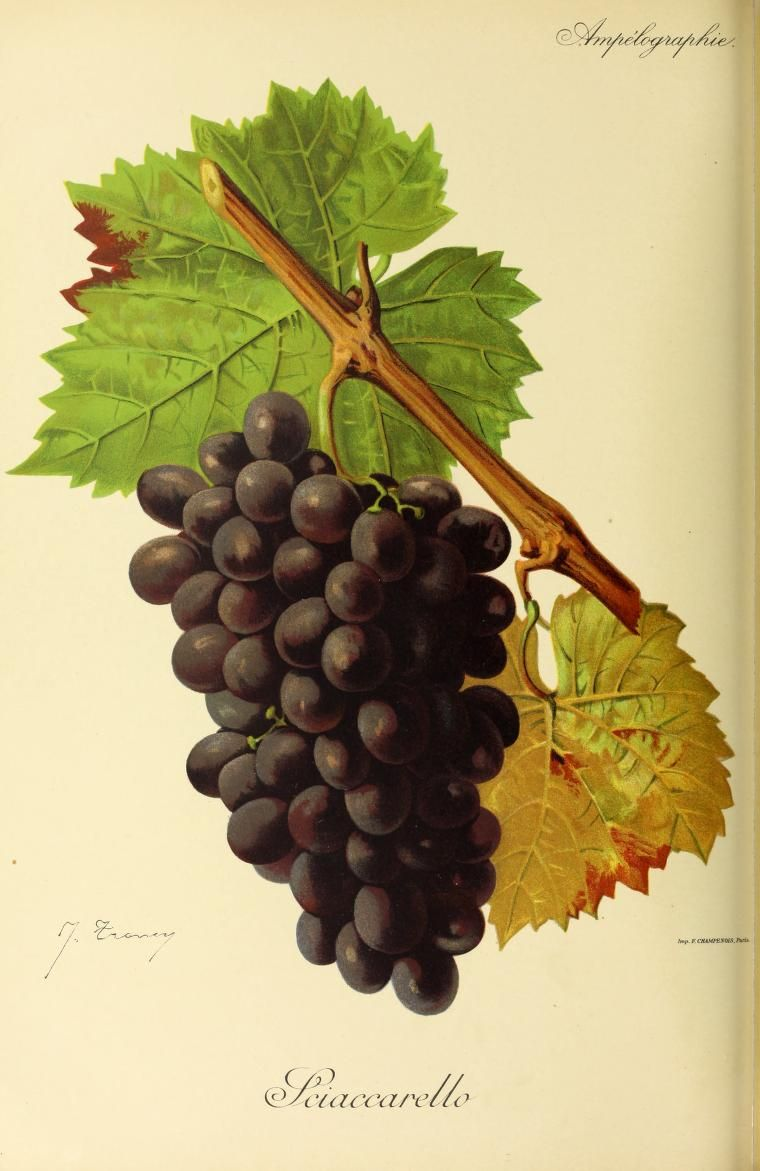
Grappe de sciaccarello par Viala et Vermorel

Les cépages autorisés pour l'indication géographique protégée île-de-beauté sont très représentatifs des vignes cultivées en Corse. L'objectif des responsables de l'interprofession du vignoble  a été de réhabiliter les cépages insulaires. Le résultat de cette adéquation des cépages à leur terroir a été d'élaborer « des vins de qualité, dotés d’une très forte identité locale ». L'encépagement comprend 21 variétés historiques dont le niellucciu, le sciaccarellu, le vermentinu, le biancu gentile et le pagadebiti…, en français le « Paie tes dettes », ainsi que l'aléatico, le barbarossa, le riminese, le carignan, le ganson, le gramon, le lledoner pelut, le mourvèdre, le portan, le tempranillo, l'ugni blanc, le vermentino, la codivarta et le morrastel,.
Cet encépagement est complété avec des cépages que l'on trouve plus généralement dans les vignobles continentaux tels que le chardonnay, le merlot, le pinot noir, le cabernet-sauvignon ainsi que le cinsault, le grenache, le muscat à petits grains, le muscat d’Alexandrie et la syrah.
Il est à noter que pour les blancs, le chardonnay représente 60 % des cépages utilisés et le vermentino 10 %. Tandis que dans les rouges, le merlot intervient à hauteur de 20 % et le pinot noir à hauteur de 18 %.

### Méthodes culturales et réglementaires
Pour être labellisés, les vins IGP doivent correspondre à des critères très précis : rendement à l'hectare, encépagement, titre alcoométrique volumique, critères analytiques, examen organoleptique. À titre d'exemple, les vins bénéficiant de l'indication géographique protégée île-de-beauté ont une limite de rendement maximum à l’hectare fixé à 120 hectolitres. 
Les trois couleurs, rouge, blanc et rosé, composent la gamme de ces vins. Les vins de cépages ont représenté 38 % des volumes produits en IGP sur la campagne 2006. Les vins à labelliser peuvent être élaborés en monocépage, bicépage ou en assemblage. De plus, les vendanges doivent être parfaitement identifiées dès le niveau de la parcelle et séparées de celles des vins d'appellations. Comme il est de coutume en France, les vins primeurs île-de-beauté sont commercialisés dès le troisième jeudi du mois d'octobre.

### Production
« Sous l’effet d'une vague d'arrachage soutenue par les primes de l'OCM et des conditions météorologiques désastreuses, à partir de 2004, la production vinicole a reculé de 25 %, passant de 400 000 hl pour atteindre 327 955 hl en 2009. Le vin de pays a vu sa production chuter de 25 % durant ces 5 années. On passa de la surproduction au manque de disponibilités ». Cet état de fait contraignit les producteurs à délaisser les circuits hard-discount et cash and carry, pour privilégier la qualité à la quantité. L'année 2010 marqua le renouveau des stocks avec 370 000 hectolitres. Un niveau qui a été atteint grâce à des plantations de cépages de qualité.

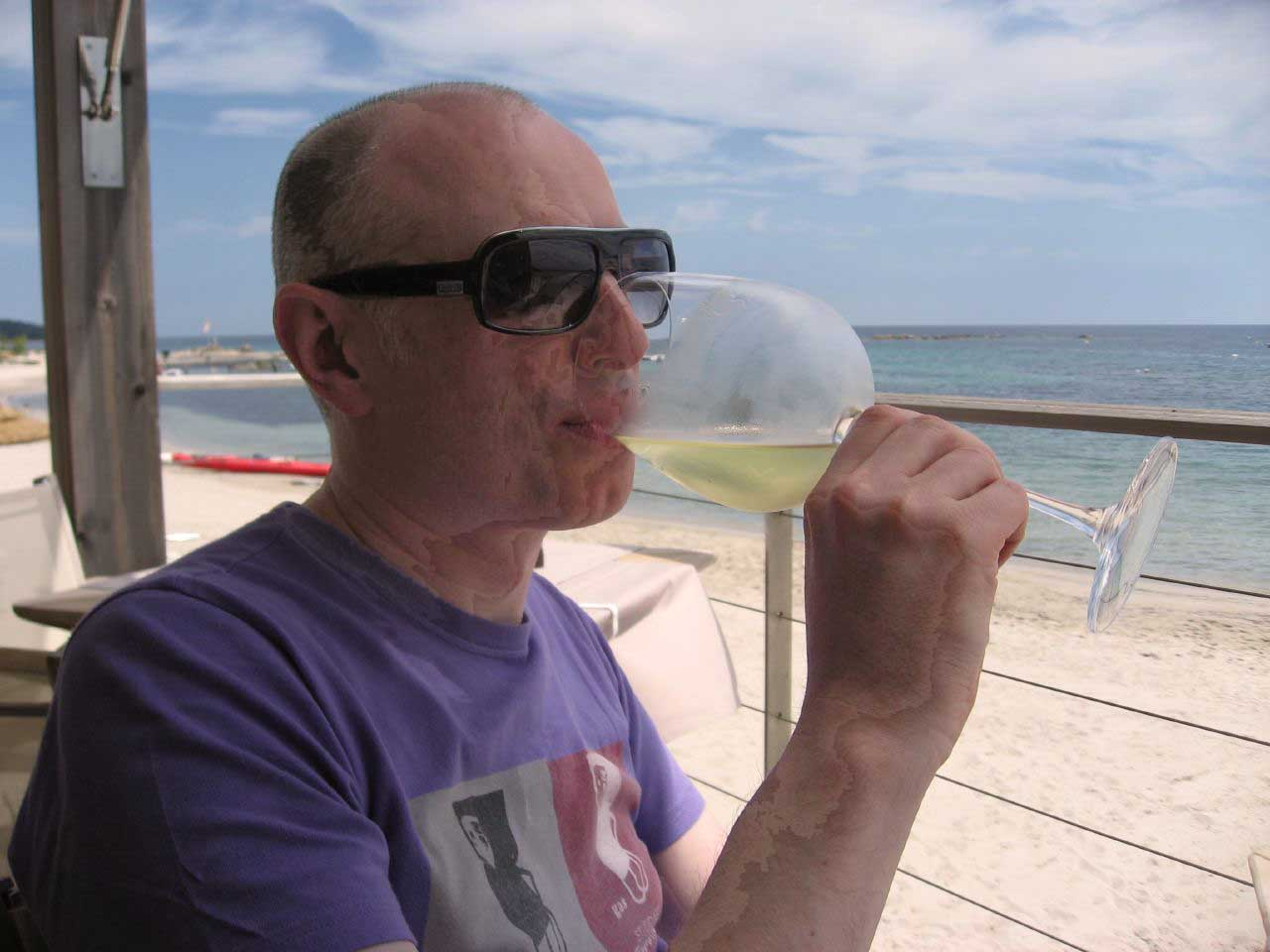
Dégustation de IGP Île de Beauté blanc

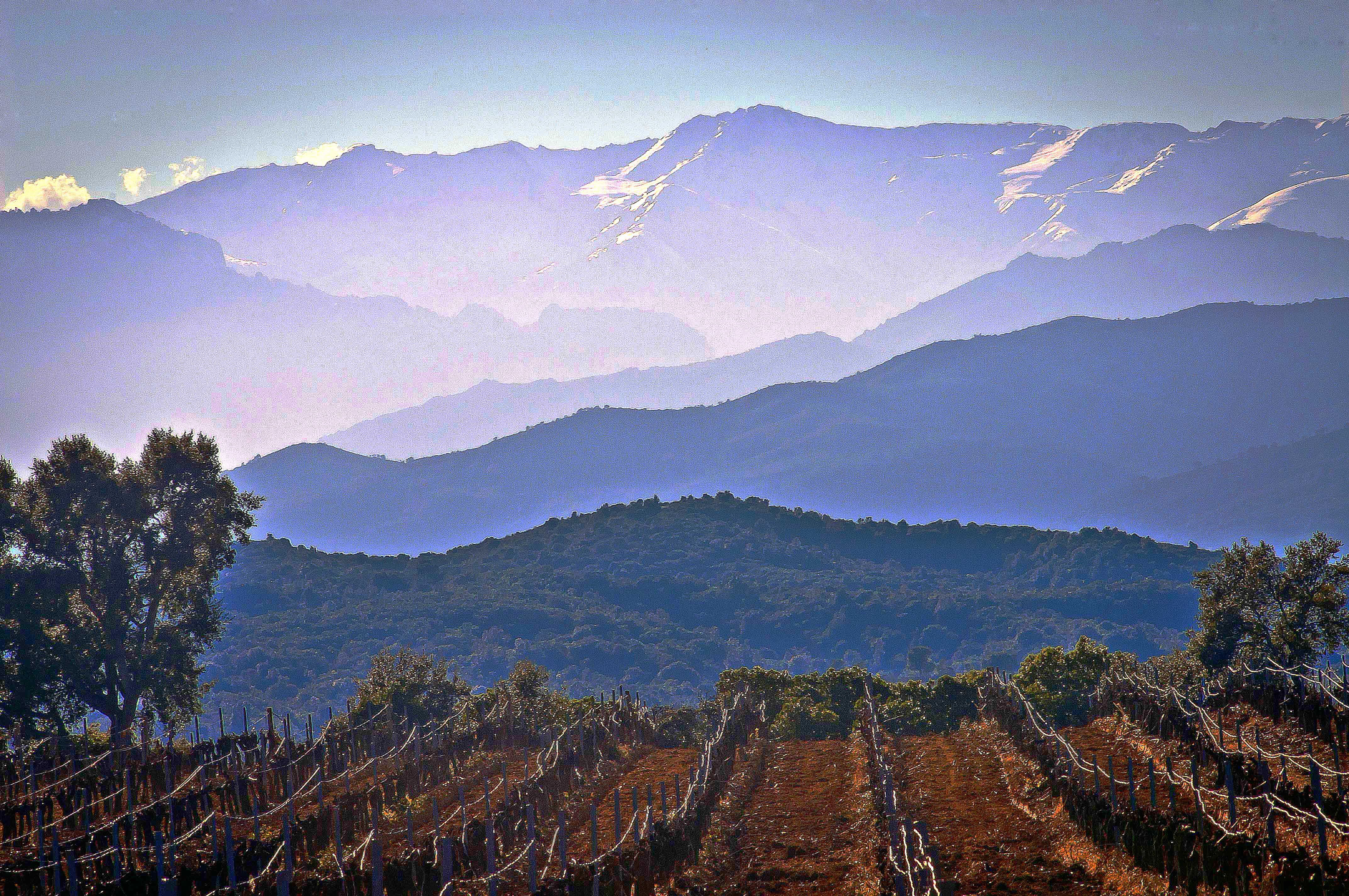
Vignoble IGP à Erbajolo

C'est dans ce cadre qu'en vingt ans, le sciaccarellu est passé de 0 à 731 hectolitres, que le niellucciu a quasiment septuplé sa production en passant de 418 à 2 805 hectolitres, et que le vermentinu a vu sa production passer de 1 272 à 4 786 hectolitres. Le développement le plus spectaculaire reste celui du muscat à petits grains dont la présence était nulle dans les vins de pays des années 1980 et dont les plantations donnent actuellement 3 090 hectolitres d'une vin très aromatique. Ces cépages, en particulier, ont apporté caractère, originalité et élégance à l'IGP corse.
Les quelque 3 150 hectares du vignoble de l'IGP donnent une production annuelle qui peut varier entre 200 000 hectolitres et 227 000 hectolitres (35 % de vins rouges, 46 % de vins rosés et 19 % de vins blancs), ces vins représentent les trois-quarts de la production du vignoble corse. 

### Type de vin et gastronomie

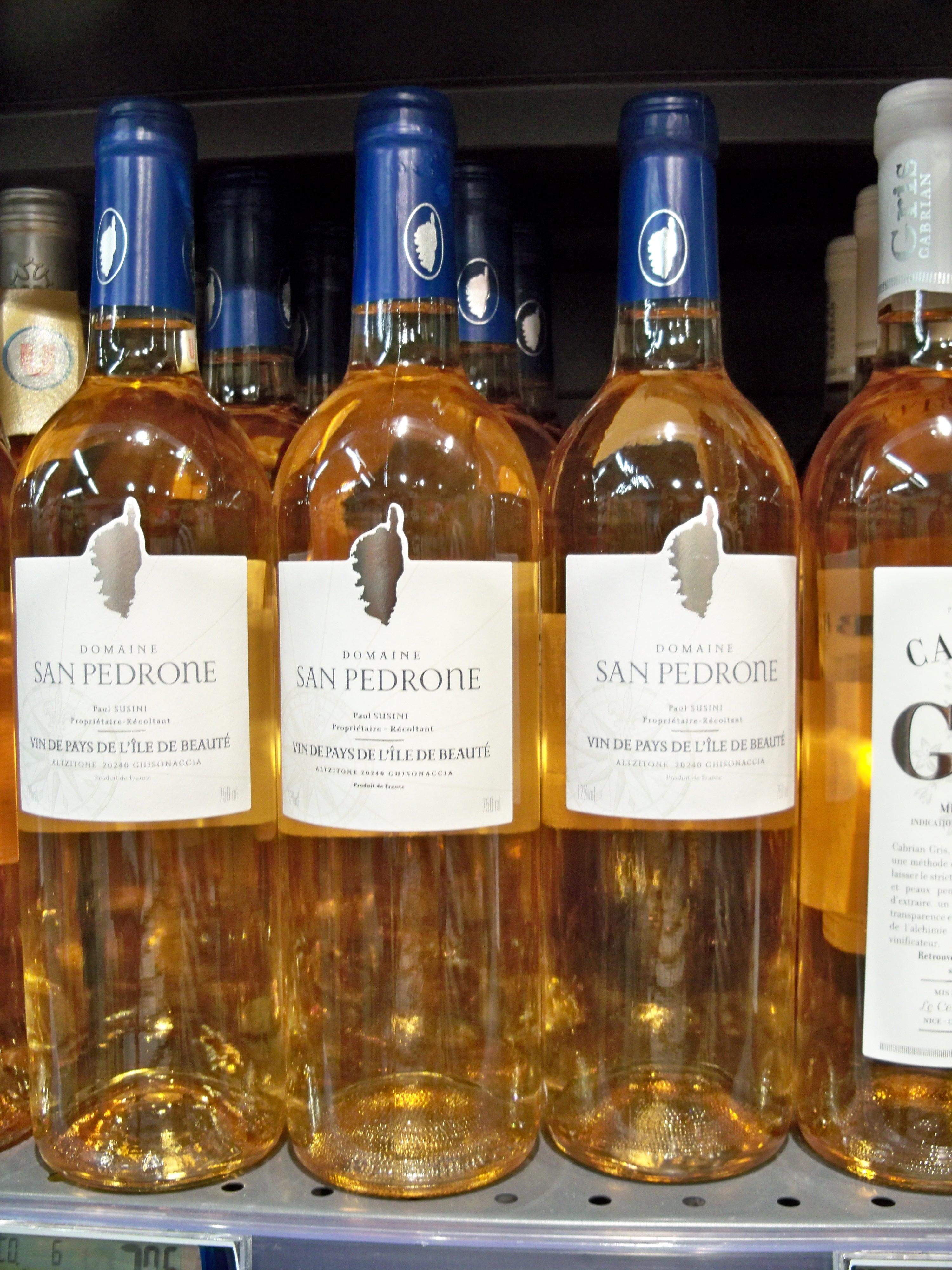
Vin blanc de l'IGP Île de Beauté

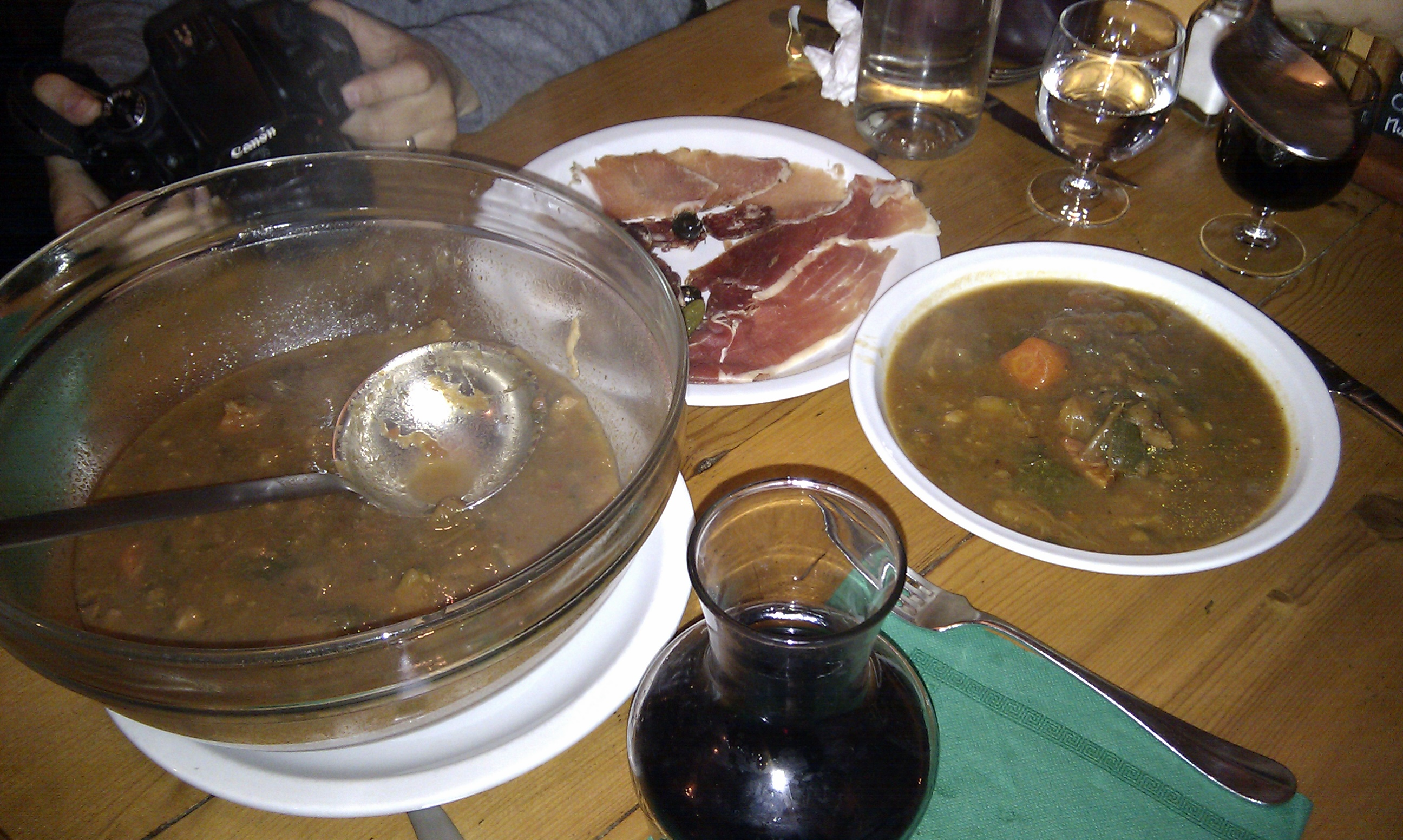
Vins IGP Île de Beauté et soupe corse

La variété des sols et du terroir permet une forte personnalisation des vins, qui cependant conservent un tronc commun avec des vins rouges fins et puissants, des vins rosés très aromatisés, et des blancs de haute qualité.
Le vin rouge se présente dans une robe grenat aux reflets violacés. Son nez dégage des notes de fruits rouges comme la groseille, des pointes d’épices douces, d’abricot et de violette. Sa bouche reste souple grâce à des tanins bien fondus. Généralement ces vins, qui sont élaborés sur la base de cuvaisons courtes, doivent être bu jeunes. Ils sont parfaits pour être consommés sur une tarte au brocciu et se servent à 14 °C.
Le vin rosé, à la robe rose saumon pâle, a un nez simple et fruité, il dégage à l'agitation des arômes floraux et épicés. La dégustation révèle une bouche fruitée et très fraîche. Très rafraîchissants, ces vins sont excellents en période estivale, servi très frais à 8 °C.
Le vin blanc revêtu d'une robe jaune pâle aux reflets verts, a un nez fortement marqué par des notes florales, (aubépine et camomille), avec des pointes fruités (abricot, pêche et poire). Il possède une bouche ronde, vive et très fraîche à la fois. Ces vins sont remarquables pour accompagner les fruits de mer ou les fromages, on les boit frais à 8 °C.

### Structure des exploitations
Les vins de l'IGP sont produits par cinq caves coopératives, une SICA et trente-six caves particulières. 

### Commercialisation
L'organisation représentative des viticulteurs, le Syndicat des vins de pays de l'Île de Beauté a adhéré à la Fédération Inter-med, dont le siège social se trouve sur le site Agroparc à Avignon. Ce qui leur a permis d'utiliser pour leur commercialisation le label Méditerranée (IGP). Celui-ci avec le Pays-d'oc (IGP) identifient dans deux grands ensembles la production des IGP de la France. Ce regroupement a pour but de clarifier l'offre en particulier sur les marchés internationaux. 
La commercialisation des vins joue un rôle important dans l'économie corse puisqu'une grande partie des volumes est absorbée par les marchés d’exportation. Dans ce secteur, les IGP île-de-beauté jouent la carte d'un excellent rapport qualité-prix.